# Porina scabrida
Porina scabrida är en lavart som beskrevs av R. C. Harris. Porina scabrida ingår i släktet Porina och familjen Porinaceae.   Inga underarter finns listade i Catalogue of Life.